# Oakham (Massachusetts)
Pour les articles homonymes, voir Oakham.
Oakham est une ville du Comté de Worcester dans l’État du Massachusetts.
Elle a été incorporée en 1775.
Sa population était de 1 851 habitants en 2020.